# Ashley’s Melody Men
Ashley’s Melody Men waren eine US-amerikanische Stringband aus Arkansas. Sie traten auch unter den Namen Ashley’s Melody Makers und Hobart N. Ashley Singers auf.

## Geschichte
Ashley’s Melody Men wurden von dem Gitarristen Hobart N. Ashley in Marshall, Arkansas, geleitet. Ashleys Söhne Gerald und Hubert (Hugh) Ashley waren ebenfalls Mitglieder der Band. Ashley’s Melody Men traten hauptsächlich in Arkansas auf und waren einige der wenigen Old-Time-Gruppen aus diesem Staat, die eine größere Anzahl an Plattenaufnahmen machten.
Ihre erste Session hielt die Gruppe am 2. Oktober 1929 in Memphis, Tennessee, für Victor Records ab. Die Besetzung bestand an diesem Tag aus Hobart Ashley, Anson Fuller und Vern Baker als Fiddler, Homer Treat am Banjo und Arle Baker an der Gitarre. Das Songmaterial bestand vor allem aus selbstgeschriebenen Stücken, was für eine Stringband der damaligen Zeit eher ungewöhnlich war. Viele Gruppen hatten traditionelle Fiddle-Stücke in ihrem Repertoire und vertrauten weniger auf originale Lieder. Die erste Veröffentlichung der Gruppe war Bath House Blues / Searcy County Rag, zwei Eigenkompositionen. Der Bath House Blues wurde beispielsweise von Hugh Ashley und Homer Treat geschrieben.
Die Besetzung von Hobart Ashleys Band wechselte von Zeit zu Zeit. Bei der zweiten Session, die sie als Ashley’s Melody Makers einspielte, waren zum Beispiel nur Hobart Ashley, Homer Treat und Hugh Ashley vertreten. Hugh Ashley zeigte auf einigen Aufnahmen sein Talent als Sänger und Jodler im Stil Jimmie Rodgers‘ (bspw. auf seiner Komposition Somewhere in Arkansas). Im Februar 1932 spielte die Gruppe in Dallas, Texas, ihre letzten Aufnahmen für Victor ein. Zwischen 1929 und 1932 entstanden so sechs veröffentlichte Platten.
Während Fiddler Anson Fuller schon 1936 starb und die anderen Mitglieder aus dem Musikgeschäft verschwanden, schlug Hugh Ashley eine Karriere als Songschreiber und Sänger ein. Anfang der 1930er Jahre war er Elton Britts Vorgänger bei den Beverly Hill Billies und spielte in den 1940er Jahren für Eli Obersteins Budget-Labels eine Reihe von Soundalikes ein. Er war außerdem Bürgermeister in Harrison, Arkansas, Politiker auf Staatsebene und bis mindestens 2008 führte er einen Plattenladen in Harrison, Arkansas.

## Diskografie
| Jahr                  | Titel                                                   | #       | Anmerkungen      |
| --------------------- | ------------------------------------------------------- | ------- | ---------------- |
| Veröffentlichte Titel |                                                         |         |                  |
| Victor Records        |                                                         |         |                  |
|                       | Bath House Blues / Searcy County Rag                    | V-40158 |                  |
|                       | There’ll Be No Kisses To-night / Sweetest Flower Waltz  | V-40199 |                  |
|                       | Somewhere in Arkansas / The Rambling Woman              | V-40300 |                  |
|                       | Methodist Pie / I Never Felt So Blue                    | 23661   |                  |
|                       | I’m Lonely Too / Come Back, Lottie                      | 23767   |                  |
| Sonstige Aufnahmen    |                                                         |         |                  |
| 1929                  | - If Father and Mother Would Forgive - The Lonely Child | Victor  | unveröffentlicht |
| 1932                  | - Dandy Dan - I Settled at All                          | Victor  | unveröffentlicht |